# Giovanni di Beverley
San Giovanni di Beverley (Harpham, VII secolo – Beverley, 7 maggio 721) fu un monaco benedettino presso l'abbazia di Whitby, vescovo di Hexham e poi di York. Fondò il monastero di Beverley. È venerato come santo dalla Chiesa cattolica e anche da quella anglicana.

## Biografia
Nacque probabilmente a Harpham, nello Yorkshire, da una nobile famiglia anglosassone: avviato alla carriera ecclesiastica, fu discepolo a Canterbury dei vescovi Adriano e Teodoro ed entrò poi come monaco benedettino nell'abbazia di Whitby, allora governato da santa Ilda, dove ebbe modo di conoscere Vilfrido di York.
Vescovo di Hexham dal 687, ordinò diacono e poi sacerdote Beda il Venerabile, che molto scrisse di Giovanni di Beverley nella sua Historia Ecclesiastica, contribuendo notevolmente alla fama della sua figura (la sua vita venne arricchita di numerosi episodi leggendari di guarigioni miracolose); venne promosso alla sede metropolitana di York nel 705 alla morte di san Bosa.
Fondò nell'Humberside l'abbazia di Beverley (detta in origine di Inderawood), uno dei principali centri religiosi inglesi dell'epoca, dove egli stesso si ritirò a partire dal 717 e dove si spense il 7 maggio 721.

## Il culto
Sepolto nell'abbazia di Beverley, la sua tomba divenne presto meta di numerosi pellegrinaggi: Alcuino di York raccolse numerose testimonianze di eventi prodigiosi verificatisi sulla sua tomba; il re anglosassone Etelstano attribuì all'itercessione del santo la sua vittoria sui Danesi di Northumbria nella battaglia di Brunanburh del 937.
Il suo culto venne approvato ufficialmente da papa Benedetto IX nel 1037. Il 25 ottobre del 1307 il suo corpo venne trasferito nella cattedrale di Beverley, intitolata a San Giovanni Evangelista: nel 1415, in occasione dell'anniversario della traslazione delle reliquie, gli inglesi riportarono la loro vittoria sui francesi nella battaglia di Agincourt. Enrico V attribuì la vittoria all'intercessione del santo di Beverley.
Giovanni Fisher, nativo di Beverley, dovette al suo illustre concittadino il nome che gli venne imposto.
Enrico VIII ne proibì il culto alla Chiesa d'Inghilterra: La sua tomba venne profanata e le sue reliquie disperse sotto il regno di Edoardo VI. Nel 1664 alcune sue ossa vennero rinvenute e vennero ricollocate nella tomba della cattedrale di Beverley, ormai passata alla confessione anglicana.
Entrambe le Chiese ne celebrano la memoria liturgica il 7 maggio (dies natalis) o il 25 ottobre (traslazione delle reliquie).
In suo onore la diocesi cattolica eretta a York nel 1850 venne denominata diocesi di Beverley, pur appunto non avendovi la sede (fu però soppressa già nel 1878).

## Genealogia episcopale e successione apostolica
La genealogia episcopale è:
- Papa Vitaliano
- Arcivescovo Teodoro di Canterbury
- Vescovo Giovanni di Beverley

La successione apostolica è:
- Vescovo Wilfrid II (il giovane) di York (718)